# Poboj ruskih vojakov v Makijivki
Konec novembra 2022 se je v vasi Makijivka v Luganski oblasti, Ukrajina zgodil incident v katerem je bilo ubitih več ruskih vojakov. Na posnetku incidenta je vidnih vsaj deset vojakov med predajo. Iz stavbe kjer so se skrivali se pojavi še enajsti in začne streljati na presenečene Ukrajince. V drugem posnetku je vidnih 12 mrtvih ruskih vojakov. Čas nastanka in avtorstvo posnetkov ni znano. Pooblaščenec ZN za človekove pravice in The New York Times sta potrdila avtentičnost videoposnetkov.

## Odzivi

### Rusija
Rusija je ukrajinske sile obtožila, da so »neusmiljeno ustrelili neoborožene ruske vojne ujetnike« ter zahtevala odziv mednarodne skupnosti in preiskavo. Tiskovna predstavnica ruskega ministrstva za zunanje zadeve je trdila, da posnetki prikazujejo »dodatne dokaze o zločinih ukrajinskih neonacistov in ukrajinskih kršitev mednarodnega humanitarnega prava, še posebno Ženevske konvencije«. Obrambno ministrstvo je trdilo, da gre za »namernen in metodičen umor več kot 10 imobiliziranih ruskih vojakov s strani degeneriranih ukrajinskih vojakov« ter da bo ukrajinski predsednik Volodimir Zelenski »odgovarjal pred sodiščem zgodovine in ljudmi Rusije in Ukrajine«.

### Ukrajina
Ukrajinski varuh človekovih pravic je zanikal, da naj bi ukrajinski vojaki pobili ujetnike, saj so zagrešili vojni zločin perfidnosti (hlinjenje predaje). 20. novembra 2022 je namestnica predsednika vlade obljubila, da bodo izvedli preiskavo.
Posneteki so najprej zaokrožili po ukrajinskih novicah in socialnih omrežjih, kjer so bili predstavljeni kot primer osvobajanja ozemlja, ki so ga okupirali Rusi ob začetku vojne.

### Mednarodni odziv
19. novembra je Visoki pooblaščenec Združenih narodov za človekove pravice poudaril, da Združeni narodi vedo za posnetke in jih preučujejo. Tiskovni predstavnik Urada ZN za človekove pravice je dejal, da bi "morale biti izjave o pobojih po hitrem postopku oseb hors de combat hitro, celovito in učinkovito preiskane, vsi odgovorni pa bi morali za svoja dejanja odgovarjati".
25. novembra je Visoki pooblaščenec ZN za človekove pravice Volker Türk dejal: »Naša opazovalna delegacija v Ukrajini je izvedla analizo, ki kaže, da so ti pretresljivi posnetki zelo verjetno avtentični« in pozval ukrajinske oblasti »k preiskavi pobojev ruskih ujetnikov po hitrem postopku na način, ki je in izgleda neodvisen, celovit, temeljit, transparenten, hiter in učinkovit.«